# سیپی
سیپی (به بلغاری: Sipey) یک منطقهٔ مسکونی در بلغارستان است که در شهرستان کاردژالی واقع شده‌است.